# Chippewa (rivière du Michigan)
Pour les articles homonymes, voir Chippewa.
La rivière Chippewa est un cours d'eau qui coule dans l'État du Michigan dans la région de la Péninsule inférieure du Michigan.
Sa longueur est de 129 kilomètres.
La rivière traverse la ville de Mount Pleasant dans le Comté d'Isabella.
La rivière se jette ensuite dans la rivière Tittabawassee.

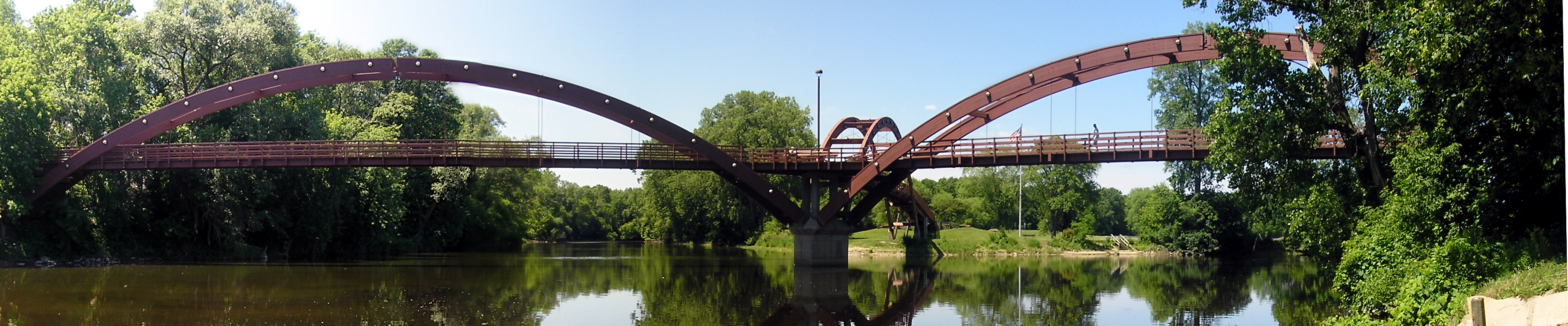
Vue de la rivière Chippewa dans l'État du Michigan